# Rolf Storsveen
Rolf Storsveen, né le 22 avril 1959 à Elverum, est un biathlète norvégien.

## Biographie
Il est champion de Norvège en individuel en 1981.
Aux Championnats du monde 1982, puis aux Jeux olympiques d'hiver de 1984, il est médaillé d'argent sur le relais, à chaque fois avec Eirik Kvalfoss, Kjell Søbak et Odd Lirhus. Cet hiver, il obtient aussi son meilleur résultat dans la Coupe du monde avec une troisième place à l'individuel de Ruhpolding. Il continue au niveau international jusqu'en 1985.

## Palmarès

### Jeux olympiques d'hiver
| Épreuve / Édition | Individuel | Sprint | Relais |
| ----------------- | ---------- | ------ | ------ |
| JO 1984 Sarajevo  | 6e         | -      | Argent |

### Championnats du monde
- Mondiaux 1982 à Minsk :
  -  Médaille d'argent en relais.

### Coupe du monde
- Meilleur classement général : 10e en 1984.
- 1 podium individuel : 1 troisième place.
- 1 victoire en relais.